# Dóczy Alpár
Dóczy Alpár (Debrecen, 1974. április 3. –) képzőművész, művészetszervező
Művészetét leginkább az avantgárd sokféleség jellemzi. Különféle műfajokban, stílusokban alkot, művészi önkifejezésmódja sajátosan egyedi. Festményeket készít, ready-made objekteket alkot, performanszokban vesz részt, zajzenei produkciók részese, filmekben szerepel, és legfőképpen képzőművészeti-közösségi tevékenységet szervez saját maga létrehozta művészeti csoportjában, az NDK-ban.
Dóczy alkotói tevékenységét mindig valami dac motiválja, valami, amivel szembe lehet menni. Sohasem a megszokottat keresi, nem a hétköznapit követi, hanem mindig újat akar alkotni. Mindez már a személyiségében is tükröződik, mondhatjuk, hogy még a neve is különleges, Alpár. Dóczy családneve erdélyi és debreceni származásra utal. Anyai felmenői között  református iskolaalapító tanár (Dóczy Gedeon, a Dóczy Gimnázium alapítója) , írók, költők (Berde Mária), festőművészek (Berde Amál) , műfolíró (Dóczy József) életművész-világpolgárok (Dr. Dóczy Ferenc) voltak, akik nagy hatással voltak életére. Pályája során mindig arra törekszik, hogy valami régi ellenében újat alkosson, ugyanakkor megőrizzen valamit a múltból, a hagyományokból, azokat megreformálja, ezáltal pedig előrevigye az őt körülvevő közösséget.
Dóczy élete tele van ellentmondásokkal, szokatlan fordulatokkal. Gyermekkorában sokat barkácsolt édesapja műhelyében, ami az ipari közeg szeretetét és ismeretét hozta magával. Emellett keresztanyja lelkész édesapjának prédikáció-írása idején, szakrális közegben rajzolgatott.
Művészeti tanulmányait a Medgyesy Ferenc Gimnázium és Művészeti Szakgimnázium festő és grafikus szakán végezte. 2020-ban a Werk Akadémia művészeti menedzser szakán szerzett képesítést.
A Gázálarcos önarckép (2003) című munkája egyfajta művészeti manifesztumként is értelmezhető. A magán viselt álarc utal a gyermekkorától ismerős ipari környezetre. Az önarckép egyszerre hordozza a megmutatkozás és az elrejtőzés vágyát.

## Képzőművészeti munkássága
Képzőművészként grafikákat, festményeket, objekteket készít. Avantgárd alkotások ezek, melyek sokszor közelítenek a dadaista, konstruktivista, kubista és szürrealista irányzatokhoz, de impresszionista motívumokat is felfedezhetünk egyes munkákban. Sík alkotásai a kartonra készült kréta-és ceruzarajzoktól, a linómetszetekig, illetve az olaj-, vagy akril festményekig széles skálán mozognak. A munkák leginkább absztraktak, nonfiguratívak, szürreálisak. Gyakran alkalmaz vegyes technikát; printeket helyez a képekre, tárgyakat applikál alkotásaira vagy a Burda magazinok szabásmintáit választja alapul. Akril-vagy olajfestményei központi motívumai, alakjai markánsan elkülönülnek a sokszor egynemű hátterektől (A kételkedő, 2017, Nagymagyarország menyország, 2017).  Munkáiban gyakran keverednek a valóság elemei az elképzelttel, az álommal, azok sokszor egy teljesen váratlan vagy lehetetlen szituációvá állnak össze (Klukesd SIXII ráeszmél a realizmusra Scortus Perviagilis láttán, 2016). Témái sokfélék, akár egy sorozaton belül is szélsőségesek, bennük a címadás mindig jelentős szerepet kap. Választott tárgyköre a szakrálistól a profánig (Templomtorony, illetve Technoikon, 2003), a konkréttól az elvontig (Virágzás, illetve Tudomány, 2003), a természeti tájtól az indusztriális környezetig terjednek (Tükröződés 2018 és Zsilip, 2016).
Objektjeiben talált tárgyakat hasznosít, melyek az eredeti funkciójukat így elvesztik és igazi ready-made alkotásokká válnak (Anyagtalan energiacella, 2014, Bálvány, Kórus 2016, Tiszai ciánszennyezés, 2017.) Ezen térszerű munkák az ipari környezet sajátosságait, visszásságait tükrözik, sokszor a talált, már hulladékká vált tárgyaknak új értelmet adva. Alpár festett már motorháztetőre, de faragott jégszobrot is, videómunkával kísért, olvadt vízként kiállítva azt.
Háromnyelvű (magyar, angol, német) kötete 2019-ben jelent meg az NDK kiadó gondozásában. A tanulmányt Fazakas Réka, a Műcsarnok kurátora írta.

## Tagsága a Lyuhász Lyácint Bt-ben
Alpár oszlopos tagja az 1991 óta működő Lyuhász Lyácint Bt. nevű együttesnek, vagy sajátos megnevezésük alapján, „szabadcsapatnak”".  Korai képzőművészeti alkotásait főként az egyesület szervezte alkalmakhoz kapcsolódóan hozta létre. Társaival közösen művészeti-(zaj)zenei produkciókban, koncerteken, filmekben szerepeltek számos provokatív, művészeti fellépésen, performanszon vettek részt. A Bt. legjelentősebb tevékenysége a kétszeres Kossuth-díjas és Balázs Béla-díjas rendező, Jancsó Miklós filmjeiben való szereplése volt. Részt vettek az Anyád! A szúnyogok(2000); az Utolsó vacsora az Arabs szürkénél (2001); és a Mohácsi vész (2004) című filmekben. A debreceni rendező, Hajdu Szabolcs is felkérte őket a Macerás ügyek(2001) című munkájában való közreműködésre. A filmekben az egyesület tagjaival közösen „zajzenéltek”.

## NDK –Neue Debreczenische Kunst(ill.Nehezen Definiálható Közösség)
Dóczy 2011-ben, részben a Lyuhász Lyácint Bt.-ből kiindulva és annak képzőművészeti tevékenységét előtérbe helyezve létrehozta egyesületét. Az NDK, Neue Debreczenische Kunst, illetve Nehezen Definiálható Közösség neve az egykori Német Demokratikus Köztársaság magyar mozaikszójával azonos, sőt, a műfaji, művészeti sokszínűségében előképnek tekinthető Neue Slowenische Kunst (NSK) nevére is rájátszik. Fontos „lelki kapocs” van az A. E. Bizottsággal, ahol a képzőművészet és a zene hasonlóan lényeges szerepet játszott, mint az NDK-ban, és amelynek egykori tagjai közül napjainkban több az NDK társult alkotója is.
Az Egyesület tagjai közösen szervezik kreatív, rendhagyó témájú kiállításaikat, de kijelenthetjük, hogy legtöbbször az ötletgazda maga Alpár, ő a helyszínek megálmodója, a kiállítások szervezője és lebonyolítója. A projektötletek megszületése után az egyesületi tagok rendszerint egy-egy témát vagy tárgyat húznak ki a „kalapból”, amit fel kell használniuk munkáikban.
Az NDK zászlóshajós projektje a Szent Mátrix, mely egy fiktív szent éltét és csodatételeit bemutató szürrealista kiállítássorozat. Az egyesületnek volt már tárlata prímszámok köré rendezve – Prímek Primissza ,  – feldolgozták Rejtő Jenő derékba tört életét – Életét nem élte le, aláírás megtagadva –, vagy a Szénülés folyamatát, helyspecifikusan egy bányavárosban, Tatabányán. Valamennyi tárlat ötlete egyedi, sokszor a helyszínekhez igazodik, vagy egy-egy adott évfordulóhoz kötődik. A Szent Mátrix és a többi projekten keresztül az egyesület olyan aktuális problémákat feszeget, amelyek napjaink művészetében markánsan jelen vannak. A társas magány, az elszigetelődés, a lét bizonytalansága, a mulandóság, illetve a szakrális és digitális világ ellentmondásai mind megjelennek az egyesület tagjainak munkáiban.
Az NDK holdudvarába Alpár jelentős hazai művészeket hívott meg, a már említett egykori Bizottság tagokat, Ef Zámbó Istvánt és feLugossy Lászlót, illetve Imre Mariannt Szíj Kamillát és Szurcsik Józsefet. A csoport Debrecenen kívül kiállított már Németországban, Erdélyben, Budapesten és számos más hazai településen is.
A debreceni MODEM rendezvényeinek, fesztiváljainak rendszeres szereplői, évről-évre részt vesznek a Múzeumok Éjszakáján a KirakatArt és a Zajkert projektekkel. Dóczy ennek megvalósításához debreceni, belvárosi, elhagyott üzletek kirakatait szerezte meg az önkormányzattól, hogy ott NDK-s és meghívott művészek alkotásait mutathassa be, ismert közéleti személyiségek tárlatvezetéseivel kísérten. Alpár a Yurtazuhany Galéria projektet is a fentihez hasonló módon álmodta meg. Üresen álló belvárosi üzleteket ideiglenes képzőművészeti kiállítóhelyekké alakított át. A projekt nem csupán művészileg sikeres, hanem a helyszínként szolgáló boltok gyors gazdára találásában is segít az önkormányzatnak.

## Egyéni Kiállításai
- 2022. Április 28.  Átmeneti emberek vagyunk  Debrecen Club incognitó
- 2022.  Augusztus 13.  Privát monológ Tolcsva présház galéria
- 2022.  November 25.  Sivák Sándor gérvágó Tatabánya Vértes Agórája
- 2023.  Május 12.  Szintetikus szintézis Múzeumok Éjszakája Kolozsvár Szabók Bástyája galéria

## Csoportos kiállításai
- 2011. április 16. I. NDK kiállítás, Perényi utca, Debrecen
- 2011. Június 18. I. Kirakat Art Attack, Múzeumok éjszakája MODEM, Debrecen
- 2011. július 20. NDK kiállítás, Campus Fesztivál, Debrecen
- 2011. július 23. Manifesztált Művészek kiállítása, Völgyfesztivál, Nagyvázsony
- 2011. szeptember 9. Zajkert, MODEM Debrecen – a Lyuhász Lyáczint Bt. és az NDK. közös projektje[30]
- 2011. november 5. Liszt 200 koncert és kiállítás, Debreceni Ifjúsági Ház,  Debrecen a Lyuhász Lyácint Bt. és az N.D.K. közös projektje.
- 2012. május 7. Kortárs kiállítás és Aukció, Debreceni Ifjúsági Ház[31]  Debrecen
- 2012. június 16. II. Kirakat Art Attack, Múzeumok Éjszakája, MODEM, Debrecen
- 2012. szeptember 14. Zajkert, MODEM, Debrecen
- 2012. szeptember 25. Macskák gombolyaggal kiállítás, Roham Galéria, Budapest
- 2012. november 25. Macskák gombolyaggal kiállítás, Conca d’oro, Debrecen
- 2013. április 9. Szt. Mátrix  kiállítás, Sesztina Galéria, Debrecen[32]
- 2013. június 22. III. Kirakat Art Attack, Múzeumok Éjszakája, MODEM, Debrecen
- 2013. július 2. III. Kirakat Art Attack, Incognitó Galéria, Debrecen
- 2013.  szeptember 20. Zajkert, MODEM, Debrecen
- 2013. november 29. Szt. Mátrix kiállítás, Lengyel Intézet – Latarka Galéria, Budapest
- 2013. december 6. Város zaja kiállítás, Sesztina Galéria, Debrecen[33]
- 2014. március 15. Szt. Mátrix kiállítás, Őskaján étterem, Tolcsva
- 2014. NSK (Neue Slovenische Kunst) + NDK (Neue Debreczenische Kunst) kiállítás, Lipcse, Spinnerei, Németország
- 2014. június 21. IV. Kirakat Art Attack  – Lipcsei képzőművészekkel közösen- Múzeumok Éjszakája, MODEM, Debrecen
- 2014. július 1.  IV. Kirakat Art Attack, Incognitó, Debrecen
- 2014. szeptember 14. Zajkert, MODEM, Debrecen
- 2014. szeptember 23. Szemétbálvány projekt, Debreceni Ifjúsági Ház, Debrecen
- 2015. április 2. Szt. Mátrix jelenése; Kultúrpalota, Gyergyószárhegy, Románia
- 2015.  április 9.  Szt. Mátrix jelenése, Megyeháza Galéria, Csíkszereda, Románia
- 2015. június 20. V. Kirakat Art Attack, Múzeumok Éjszakája, MODEM, Debrecen
- 2015. július  Kiállítás az NDK és a 40 éves Gyergyószárhegyi nemzetközi művésztelep gyűjteményéből
- 2015.  július 19.  40. Gyergyószárhegyi nemzetközi művésztelep és az NDK közös kiállítása, Bormúzeum és Borászati Kultúra Háza, Tolcsva
- 2015. október 25. Szt. Mátrix jelenése, Tranzitház, Kolozsvár, Románia
- 2015. november 6. „Életét nem élte le aláírás megtagadva” Rejtő 111 kortárs Művészeti kiállítás, Sesztina Galéria], Debrecen
- 2015. december 3. MÜSZI Budapest „Karácsonyi felértékelés”
- 2016. február 17.  Facebook, lájkok, szelfik Köztünk élő társas magány, D17 Galéria, Budapest
- 2016. június 18. „Életét nem élte le, aláírás megtagadva” Rejtő 111, Tolcsva Bormúzeum
- 2016. június 25. VI. Kirakat Art Attack, Múzeumok Éjszakája, MODEM, Debrecen
- 2016. június 30. Kiállítás 40 éves Gyergyószárhegyi nemzetközi művésztelep gyűjteményéből YurtazuhanY Galéria, Debrecen
- 2016 július 18-30. I. NDK művésztelep, Gyergyószárhegy, Románia
- 2016. július 22. „Életét nem élte le, aláírás megtagadva”, Rejtő 111, Gyergyószárhegy, Románia
- 2016. július 28. . kiállítás az I. NDK művésztelep munkáiból „A variációk véglegességének elve” címmel, Gyergyószárhegy, Románia
- 2016. szeptember 17. V. Zajkert, MODEM, Debrecen
- 2016. október 25. BanZaj: FLUIDIAN (ROU) koncert, MODEM, Debrecen
- 2016. október 28. Minden Vas; Sesztina Galéria, Debrecen
- 2016. november 2. BanZaj: Band int he Pit, Hans, BOM  koncert, Nagyerdei víztorony
- 2016. november 25. Jézus Élete, MODEM, Debrecen
- 2017. január 9. BanZaj: Sőrés Zsolt koncert, MODEM Debrecen
- 2017. február 10. Virtuális Ikonok, D17 Galéria, Budapest
- 2017. március 17. Prímek Primissima, YurtazuhanY Galéria, Debrecen
- 2017. május 20. Jézus Élete, Tolcsva Bormúzeum
- 2017. június 2. „Reart- Az anyag nem vész el csal ARTalakul” , Medence Csoport, Pipa utca, Budapest
- 2017. június 7. Virtuális Ikonok, YurtazuhanY Galéria Debrecen
- 2017. június 24. VII. Kirakat Art Attack „A reformáció örök” az 500 éves reformáció tiszteletére Múzeumok Éjszakája, MODEM, Debrecen
- 2017. július 24.- augusztus 3.  II. NDK művésztelep  Gyergyószárhegy, Románia
- 2017. augusztus 4. kiállítás a II. NDK művésztelep  „A variációk végletességének elve” címmel, Gyergyószárhegy, Románia
- 2017. augusztus 11. Prímek Primissima, Gyergyószárhegy, Románia
- 2017. augusztus 23. Szt. Mátrix, Kisfaludy Galéria, Balatonfüred
- 2017. október 12. Szt. Mátrix, Vitkovics ház, Eger
- 2017. október 27. Katasztrófa, Sesztina Galéria, Debrecen
- 2017. december 13. Zh. Galéria, Debrecen
- 2018. január 19. Hétköznapi hősök, D17 Galéria, Budapest
- 2018. Január 25. Mindenkinek megvan a maga BAJA,, Eötvös József Főiskola, Kortárs Galéria, Baja
- 2018. február 9. Prímek Primissima, Lábasház Sesiszentgyörgy, Románia
- 2018. április 6.  Szénülés  folyamata, Vértes Agórája, Tatabánya
- 2019. június 12.  Trefpunk/Találkozóhely „Ajtók”, Paderborn, Németország
- 2019. szeptember 17. Zajkert, Modem, Debrecen
- 2021. február 5. – április 1. Last Words, D17 Galéria, Budapest